# Euphorbia deltoidea
Euphorbia deltoidea — вид рослин із родини молочайних (Euphorbiaceae), ендемік Флориди.

## Опис
Це багаторічна трава заввишки 5–20 см. Є дерев'янистий, потовщений стрижневий корінь, діаметром 15 мм. Стебла розпростерті, висхідні або прямовисні, часто численні й тонкі діаметром менше 0.1 мм, голі, запушені чи війчасті. Листки супротивні; прилистки чіткі, трикутні, 0.2–0.3 мм, голі або волохаті; ніжка листка 0.3–1 мм, гола або волохата; листові пластини від вузько- до широко- дельтоподібні, серцеподібні або ниркоподібні, 2–5(7) × 1–4.5(5) мм, основа асиметрична, від серцеподібної до закругленої, краї цілі, ± вигнуті, вершина тупа або округла, поверхні голі або волосисті; помітна лише середня жилка. Квітки зелено-жовті. Період цвітіння: літо. Капсули широко дельтоподібні, 1.2–1.5 × 2–2.2 мм, голі або волохаті. Насіння червонувато-коричневе, яйцеподібне, 4-кутове в перетині, 0.8–1.2 × 0.5–0.6 мм, неясно зморщене.

## Поширення
Ендемік Флориди.